# Лорес Александрія
Ло́рес Александрі́я (англ. Lorez Alexandria), справжнє ім'я Доло́рес Александрі́я Те́рнер (англ. Dolorez Alexandria Turner; 14 серпня 1929, Чикаго, Іллінойс — 22 травня 2001, Гардена, Каліфорнія) — американська джазова співачка.

## Біографія
Народилась 14 серпня 1929 року в Чикаго, штат Іллінойс. Співала госпел зі своєю родиною у церквах у середині 1940-х; пізніше працювала у клубах Чикаго у 1950-х. Записала декілька альбомів на лейблі King упродовж 1957—1959 років. Записувалась на лейблі Argo; виступала з Рамсі Льюїсом (1958).
На початку 1960-х записала чотири альбоми із музикантами гурту Каунта Бейсі; Говардом Макгі і тріо Вінтона Келлі. У 1964 році переїхала до Лос-Анджелеса; продовжила виступати у концертних закладах Південної Каліфорнії та періодично записувалась. Пізніші альбоми випускала на Discovery і Muse. Тривалий час не займалась музикою (зробила декілька приватних записів у період 1965—1976 років). Талановита співачка, однак залишалась у тіні таких більш відомих виконавців як Сара Вон і Елла Фітцджеральд.
У неї стався серцевий напад, невдовзі померла 22 травня 2001 року в Меморіальній лікарні в Гардені, Каліфорнія у віці 71 року від ускладнень від ниркової недостатності.

## Дискографія
- This Is Lorez (King, 1957)
- Lorez Sings Pres: A Tribute to Lester Young (King, 1957)
- The Band Swings, Lorez Sings (King, 1959)
- With the Ramsey Lewis Trio (Cadet, 1960) з Рамсі Льюїсом
- Singing Songs Everyone Knows (King, 1960)
- Early in the Morning (Argo, 1960) з тріо Рамсі Льюїса
- Sing No Sad Songs for Me (Argo, 1961)
- Deep Roots (Argo, 1962)
- For Swingers Only (Argo, 1963)
- Alexandria the Great (Impulse!, 1964)
- More of the Great Lorez Alexandria (Impulse!, 1964)